# Earth Music
| Recensione | Giudizio |
| ---------- | -------- |
| AllMusic   | [ 1 ]    |

Earth Music è il secondo album discografico dei The Youngbloods, pubblicato dall'etichetta discografica RCA Victor Records nel settembre del 1967.

## Tracce
Lato A
1. Euphoria – 2:15 (George Remailly)
2. All My Dreams Blue – 3:17 (Jesse Colin Young)
3. Monkey Business – 2:49 (Chuck Berry)
4. Dreamer's Dream – 3:35 (Jerry Corbitt, Lowell Levinger)
5. Sugar Babe – 2:08 (Jesse Colin Young, Jackie Lomax)
6. Long & Tall – 4:05 (Jesse Colin Young)

Lato B
1. I Can Tell – 4:29 (Chuck Willis)
2. Don't Play Games – 2:12 (Jerry Corbitt)
3. The Wine Song – 2:42 (Jesse Colin Young)
4. Fool Me – 2:57 (Lowell Levinger)
5. Reason to Believe – 2:25 (Tim Hardin)

## Formazione
- Jesse Colin Young - basso
- Jesse Colin Young - voce solista (eccetto brano: Monkey Business)
- Banana (Lowell Levinger) - pianoforte, chitarra
- Banana (Lowell Levinger) - chitarra pedal steel (brani: Sugar Babe e Reason to Believe)
- Banana (Lowell Levinger) - cymbal (brano: Euphoria)
- Banana (Lowell Levinger) - voce (eccetto brani: Euphoria, Sugar Babe, Long & Tall, I Can't Tell e Don't Play Games)
- Jerry Corbitt - chitarra, armonica
- Jerry Corbitt - chitarra solista (solo nel brano: Fool Me)
- Jerry Corbitt - voce (eccetto brani: Monkey Business, Long & Tall, I Can Tell e Fool Me)
- Joe Bauer - batteria

Note aggiuntive
- The Youngbloods - produttori (brani: A1, A2, A3, A4, A5, A6 e B5)
- Felix Pappalardi - produttore (brani: A1, A4, B1, B2, B3 e B4)
- Bob Cullen - supervisore alla produzione
- Ralph Collins - assistente supervisore alla produzione
- The Youngbloods - arrangiamenti
- Felix Pappalardi - arrangiamento strumenti ad arco (brano: B2)
- Registrazioni effettuate al RCA Victor's Studio B di New York City, New York
- Mickey Crofford e Mike Moran - ingegneri delle registrazioni[3]